# Tvååkers socken
Tvååkers socken i Halland ingick i Himle härad, ingår sedan 1971 i Varbergs kommun och motsvarar från 2016 Tvååkers distrikt.
Socknens areal är 52,04 kvadratkilometer, varav 51,50 land. År 2000 fanns här 3 499 invånare. Orten Galtabäck samt tätorten Tvååker med sockenkyrkan Tvååkers kyrka ligger i socknen.  

## Administrativ historik
Tvååkers socken har medeltida ursprung.
Vid kommunreformen 1862 övergick socknens ansvar för de kyrkliga frågorna till Tvååkers församling och för de borgerliga frågorna till Tvååkers landskommun. Landskommunen utökades 1952 innan den 1971 uppgick i Varbergs kommun.
1 januari 2016 inrättades distriktet Tvååker, med samma omfattning som församlingen hade 1999/2000.  
Socknen har tillhört fögderier och domsagor enligt Himle härad. De indelta båtsmännen tillhörde Norra Hallands första båtsmanskompani.

## Geografi och natur
Tvååkers socken ligger vid kusten söder om Varberg kring Tvååkersån. Socknen är en bördig slättbygd med skogsbackar inåt land.
Det finns två naturreservat i socknen som båda ingår i EU-nätverket Natura 2000: Gamla Köpstad Södra som delas med Träslövs socken samt Utteros.
I Fastarp fanns förr ett gästgiveri.

## Fornlämningar
Från stenåldern finns flera boplatser, från bronsåldern spridda gravar. Från järnåldern finns två mindre gravfält med resta stenar. Ett guldarmring från bronsåldern har påträffats, liksom Galtabäcksskeppet.

## Namnet
Namnet (cirka 1198 Toaker) kommer från kyrkbyn. Förleden innehåller troligen to, 'lin'. Efterleden är åker.

## Befolkningsutveckling
| Befolkningsutvecklingen i Tvååkers socken 1750–1990                                                     | Befolkningsutvecklingen i Tvååkers socken 1750–1990 | Befolkningsutvecklingen i Tvååkers socken 1750–1990 | Befolkningsutvecklingen i Tvååkers socken 1750–1990 | Befolkningsutvecklingen i Tvååkers socken 1750–1990 |
| --- | --------------------------------------------------- | --------------------------------------------------- | --------------------------------------------------- | --------------------------------------------------- |
| |                                                     |                                                     |                                                     |                                                     |
| År |                                                     |                                                     | Folkmängd                                           |                                                     |
| 1750 | 1750                                                |                                                     | 1 100                                               |                                                     |
| 1760 | 1760                                                |                                                     | 1 154                                               |                                                     |
| 1769 | 1769                                                |                                                     | 1 256                                               |                                                     |
| 1780 | 1780                                                |                                                     | 1 280                                               |                                                     |
| 1790 | 1790                                                |                                                     | 1 375                                               |                                                     |
| 1800 | 1800                                                |                                                     | 1 488                                               |                                                     |
| 1810 | 1810                                                |                                                     | 1 551                                               |                                                     |
| 1820 | 1820                                                |                                                     | 1 706                                               |                                                     |
| 1830 | 1830                                                |                                                     | 1 798                                               |                                                     |
| 1840 | 1840                                                |                                                     | 1 885                                               |                                                     |
| 1850 | 1850                                                |                                                     | 2 110                                               |                                                     |
| 1860 | 1860                                                |                                                     | 2 374                                               |                                                     |
| 1870 | 1870                                                |                                                     | 2 515                                               |                                                     |
| 1880 | 1880                                                |                                                     | 2 691                                               |                                                     |
| 1890 | 1890                                                |                                                     | 2 588                                               |                                                     |
| 1900 | 1900                                                |                                                     | 2 661                                               |                                                     |
| 1910 | 1910                                                |                                                     | 2 708                                               |                                                     |
| 1920 | 1920                                                |                                                     | 2 688                                               |                                                     |
| 1930 | 1930                                                |                                                     | 2 526                                               |                                                     |
| 1940 | 1940                                                |                                                     | 2 353                                               |                                                     |
| 1950 | 1950                                                |                                                     | 2 291                                               |                                                     |
| 1960 | 1960                                                |                                                     | 2 408                                               |                                                     |
| 1970 | 1970                                                |                                                     | 2 698                                               |                                                     |
| 1980 | 1980                                                |                                                     | 3 118                                               |                                                     |
| 1990 | 1990                                                |                                                     | 3 332                                               |                                                     |
| Anm: Källor: Umeå universitet - Tabellverket 1749-1859, Demografiska databasen, CEDAR, Umeå universitet |                                                     |                                                     |                                                     |                                                     |